# حاملات الجعد
حاملات الجعد (الاسم العلمي: Rhacophoridae)، فصيلة ضفادع توجد في أفريقيا جنوب الصحراء الاستوائية وجنوب الهند وسريلانكا واليابان. ومن شمال شرق الهند إلى شرق الصين جنوبًا عبر الفلبين وجزر سوندا الكبرى، وسولاوسي. تُعرف باسم الضفادع الشجيرة، أو على نحو أكثر التباسًا باسم «ضفادع الحَزَاز» أو «ضفادع الدغل». وتُسمى بعض أنواع حاملات الجعد «ضفادع الشجر». من بين الأعضاء الأكثر إثارة في هذه الفصيلة هي «الضفادع الطائرة».